# カタログ・レゾネ

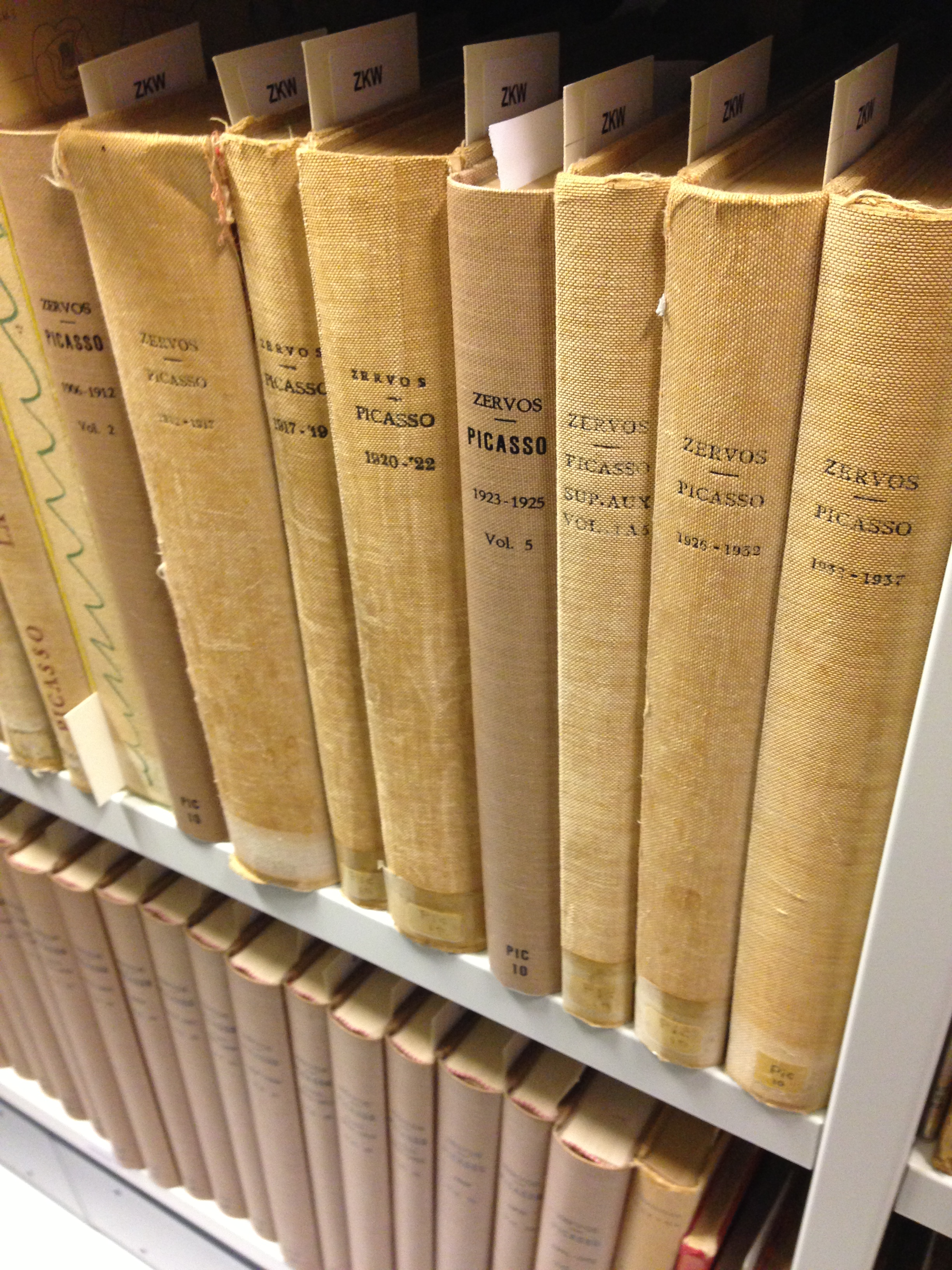
パブロ・ピカソのカタログ・レゾネ

カタログ・レゾネ（Catalogue raisonné）、または総作品目録とは、特定の美術家、または美術館について全作品を記載した文書のこと。

## 概要
レゾネ(仏：wikt:raisonné)とは「論理にかなった」という意味の語で、カタログ・レゾネとは、もともとは美術品の真贋根拠の文書として用いられてきた用語である。
現在においては「全集」としての意味合いが強く、内容には作品図版、タイトル、制作年、素材・技法、寸法、署名の有無、研究者による解題、作品記述、さらに所蔵歴（来歴）、展覧会歴、文献歴などの詳細データを収めたものを指す。美術市場で売りに出た絵画が、その作家のカタログ・レゾネに掲載されていない場合、贋作とみなされて美術商やオークションハウスなどによる取り扱いが拒否されることになる。

### 一般リンク
- 国内外アーティストのカタログレゾネ

### データベース
- 国際芸術研究財団（IFAR）

### オンラインプロジェクト
- Artifex Press 有志によるデジタルカタログ化プロジェクト
- Raisonne.org, 商業ギャラリーが主催するカタログサイト
- オンラインピカソプロジェクト